# Stop! (Sam Brown)
"Stop!" is een nummer van de Britse singer-songwriter Sam Brown. Het nummer verscheen op haar gelijknamige debuutalbum uit 1988. Op 2 mei dat jaar werd het uitgebracht als de tweede single van het album.

## Achtergrond
"Stop!" is geschreven door Brown, Gregg Sutton en Bruce Brody en geproduceerd door Brown en haar broer Pete Brown. De plaat werd oorspronkelijk geen grote hit in thuisland het Verenigd Koninkrijk, waar slechts de 52e positie werd behaald. Nadat de plaat in 1989 opnieuw werd uitgebracht, behaalde deze de vierde positie. In de Verenigde Staten kwam de plaat niet verder dan de 65e positie. Daarentegen werd het een grote hit in een aantal Europese landen. In Noorwegen en IJsland werd het een nummer 1-hit, terwijl in Duitsland, Finland, Frankrijk, Ierland, Oostenrijk en Zwitserland de top 10 werd behaald. In de Eurochart Hot 100 werd de zevende positie behaald.
In Nederland werd de plaat ook een hit. Het bereikte de nummer 1-positie in de Nederlandse Top 40 en de tweede plaats in de Nationale Hitparade Top 100. In Vlaanderen werd het nummer 1-positie in zowel de voorloper van de Ultratop 50 als de Radio 2 Top 30.
In 1992 werd het nummer gebruikt in de film Bitter Moon. In 2004 verscheen tevens een cover door Jamelia in de film Bridget Jones: The Edge of Reason. Deze versie werd, samen met "DJ", uitgebracht als de dubbele A-kant van een single, die de 9e positie behaalde in het Verenigd Koninkrijk en de 46e positie in de Vlaamse Ultratop 50.

## Hitnoteringen

### Nederlandse Top 40
| Hitnotering: 30-07-1988 t/m 05-11-1988 | Hitnotering: 30-07-1988 t/m 05-11-1988 | Hitnotering: 30-07-1988 t/m 05-11-1988 | Hitnotering: 30-07-1988 t/m 05-11-1988 | Hitnotering: 30-07-1988 t/m 05-11-1988 | Hitnotering: 30-07-1988 t/m 05-11-1988 | Hitnotering: 30-07-1988 t/m 05-11-1988 | Hitnotering: 30-07-1988 t/m 05-11-1988 | Hitnotering: 30-07-1988 t/m 05-11-1988 | Hitnotering: 30-07-1988 t/m 05-11-1988 | Hitnotering: 30-07-1988 t/m 05-11-1988 | Hitnotering: 30-07-1988 t/m 05-11-1988 | Hitnotering: 30-07-1988 t/m 05-11-1988 | Hitnotering: 30-07-1988 t/m 05-11-1988 | Hitnotering: 30-07-1988 t/m 05-11-1988 | Hitnotering: 30-07-1988 t/m 05-11-1988 | Hitnotering: 30-07-1988 t/m 05-11-1988 |
| Week                                   | 1                                      | 2                                      | 3                                      | 4                                      | 5                                      | 6                                      | 7                                      | 8                                      | 9                                      | 10                                     | 11                                     | 12                                     | 13                                     | 14                                     | 15                                     |                                        |
| -------------------------------------- | -------------------------------------- | -------------------------------------- | -------------------------------------- | -------------------------------------- | -------------------------------------- | -------------------------------------- | -------------------------------------- | -------------------------------------- | -------------------------------------- | -------------------------------------- | -------------------------------------- | -------------------------------------- | -------------------------------------- | -------------------------------------- | -------------------------------------- | -------------------------------------- |
| Positie                                | 33                                     | 17                                     | 9                                      | 5                                      | 3                                      | 2                                      | 1                                      | 1                                      | 1                                      | 2                                      | 3                                      | 5                                      | 10                                     | 23                                     | 32                                     | uit                                    |

### Nationale Hitparade Top 100
| Hitnotering: 23-07-1988 t/m 19-11-1988 | Hitnotering: 23-07-1988 t/m 19-11-1988 | Hitnotering: 23-07-1988 t/m 19-11-1988 | Hitnotering: 23-07-1988 t/m 19-11-1988 | Hitnotering: 23-07-1988 t/m 19-11-1988 | Hitnotering: 23-07-1988 t/m 19-11-1988 | Hitnotering: 23-07-1988 t/m 19-11-1988 | Hitnotering: 23-07-1988 t/m 19-11-1988 | Hitnotering: 23-07-1988 t/m 19-11-1988 | Hitnotering: 23-07-1988 t/m 19-11-1988 | Hitnotering: 23-07-1988 t/m 19-11-1988 | Hitnotering: 23-07-1988 t/m 19-11-1988 | Hitnotering: 23-07-1988 t/m 19-11-1988 | Hitnotering: 23-07-1988 t/m 19-11-1988 | Hitnotering: 23-07-1988 t/m 19-11-1988 | Hitnotering: 23-07-1988 t/m 19-11-1988 | Hitnotering: 23-07-1988 t/m 19-11-1988 | Hitnotering: 23-07-1988 t/m 19-11-1988 | Hitnotering: 23-07-1988 t/m 19-11-1988 | Hitnotering: 23-07-1988 t/m 19-11-1988 |
| Week                                   | 1                                      | 2                                      | 3                                      | 4                                      | 5                                      | 6                                      | 7                                      | 8                                      | 9                                      | 10                                     | 11                                     | 12                                     | 13                                     | 14                                     | 15                                     | 16                                     | 17                                     | 18                                     |                                        |
| -------------------------------------- | -------------------------------------- | -------------------------------------- | -------------------------------------- | -------------------------------------- | -------------------------------------- | -------------------------------------- | -------------------------------------- | -------------------------------------- | -------------------------------------- | -------------------------------------- | -------------------------------------- | -------------------------------------- | -------------------------------------- | -------------------------------------- | -------------------------------------- | -------------------------------------- | -------------------------------------- | -------------------------------------- | -------------------------------------- |
| Positie                                | 96                                     | 51                                     | 21                                     | 10                                     | 5                                      | 3                                      | 2                                      | 3                                      | 3                                      | 5                                      | 6                                      | 10                                     | 11                                     | 16                                     | 26                                     | 52                                     | 71                                     | 77                                     | uit                                    |

### NPO Radio 2 Top 2000
| Nummer met noteringen in de NPO Radio 2 Top 2000 | '99 | '00 | '01  | '02  | '03  | '04  | '05  | '06  | '07 | '08  | '09  | '10  | '11  | '12-'13 | '14  |
| ------------------------------------------------ | --- | --- | ---- | ---- | ---- | ---- | ---- | ---- | --- | ---- | ---- | ---- | ---- | ------- | ---- |
| Stop!                                            | 958 | 835 | 1650 | 1588 | 1311 | 1440 | 1908 | 1994 | -   | 1874 | 1896 | 1862 | 1854 | -       | 1777 |

1. ↑  Een '-' betekent dat het nummer niet was genoteerd en een vetgedrukt getal geeft de hoogste notering aan.
2. ↑  Deze tabel is bijgewerkt tot en met de laatste editie (2024).